# Åke Barck
Åke Barck, född 1932, död 2004, var en svensk journalist och författare verksam i Kiruna. Hans produktion var främst inriktad på lokalhistoria om personer och byar inom Kiruna kommun.